# Bernard William Griffin
Bernard William Griffin (Birmingham, Inglaterra, 21 de fevereiro de 1899 - New Polzeath, Cornwall, 20 de agosto de 1956) foi Arcebispo de Westminster.

## Vida
Bernard William Griffin estudado em Birmingham e Roma a assuntos filosofia e teologia católica . Ele recebeu o sacramento da Ordem Sagrada em 1 de novembro de 1924, e depois de estudar mais em 1927, tornou-se o secretário pessoal do Arcebispo de Birmingham . Nos anos de 1929 a 1938, ele também trabalhou como chanceler diocesano, cientista e consultor de rádio. De 1937 a 1943, ele foi encarregado da administração das acomodações de bem-estar diocesano.
Em 1938, o Papa Pio XI o nomeou . o bispo titular de Ápia e bispo auxiliar em Birmingham . Ordenação episcopal que recebeu em 30 de junho de 1938 por Thomas Leighton Williams , arcebispo de Birmingham; Os co- consagradores eram o bispo de Plymouth , John Patrick Barrett e William Lee , bispo de Clifton . Em 1943, o Papa Pio XII foi transferido para ele . a liderança da Arquidiocese de Westminster. Bernard William Griffin foi em 18 de fevereiro 1946 como um padre cardeal com o A igreja do título de Santi Andrea e Gregorio al Monte Celio adicionou ao College of Cardinals .
Bernard William Cardinal Griffin foi o primeiro Grande Prior da Lieutenancy da Inglaterra e País de Gales da Ordem do Santo Sepulcro de Jerusalém .
Ele morreu em 20 de agosto de 1956 em New Polzeath e foi enterrado na Catedral de Westminster .